# 川前駅
川前駅（かわまええき）は、福島県いわき市川前町川前字中ノ萱（なかのかや）にある、東日本旅客鉄道（JR東日本）磐越東線の駅である。

## 歴史
- 1917年（大正6年）10月10日：開業[3][4]。
- 1981年（昭和56年）12月1日：貨物の取り扱いを廃止[5]。
- 1984年（昭和59年）2月1日：荷物の扱いを廃止[5]。
- 1987年（昭和62年）4月1日：国鉄分割民営化により、東日本旅客鉄道の駅となる[4]。
- 1989年（平成元年）3月11日：全線CTC化に伴い、無人化[新聞 1]。
- 2016年（平成28年）4月1日：三春駅の業務委託化により、管理駅を郡山駅に変更。
- 2017年（平成29年）：駅舎を改築。
- 2024年（令和6年）10月1日：えきねっとQチケのサービスを開始[1][報道 1]。

## 駅構造
島式ホーム1面2線を有する地上駅である。駅舎とホームは構内踏切で連絡している。
郡山駅管理の無人駅である。乗車駅証明書発行機が設置されている。古い駅舎が残っていたが、2017年（平成29年）に改築された。
ホーム上にはかなり古い待合室がある。

### のりば
| 番線 | 路線      | 方向 | 行先       |
| ---- | --------- | ---- | ---------- |
| 1    | ■磐越東線 | 上り | いわき方面 |
| 2    | ■磐越東線 | 下り | 郡山方面   |

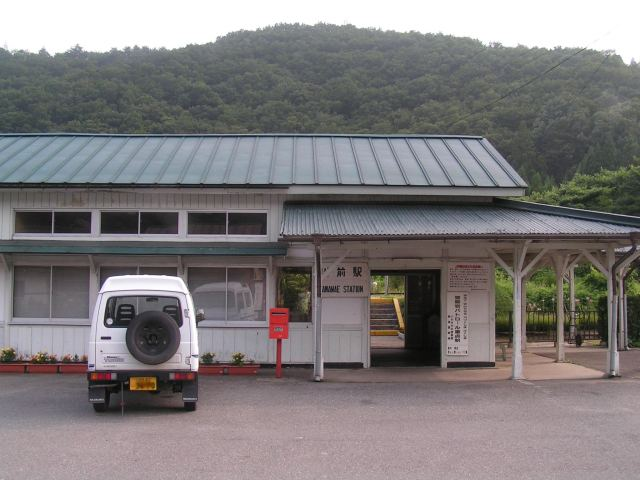
旧駅舎（2005年8月）
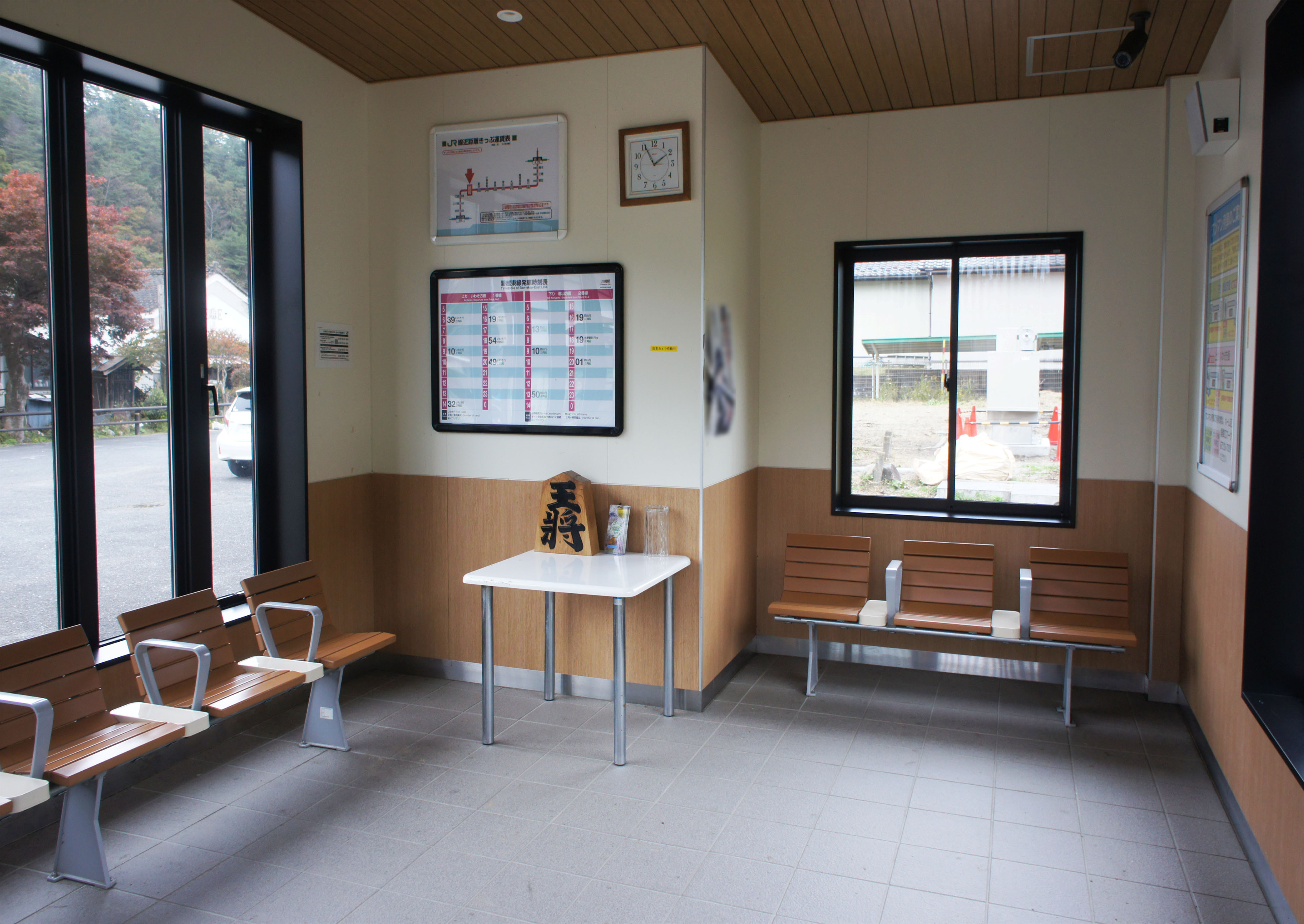
駅舎内待合室（2021年10月）
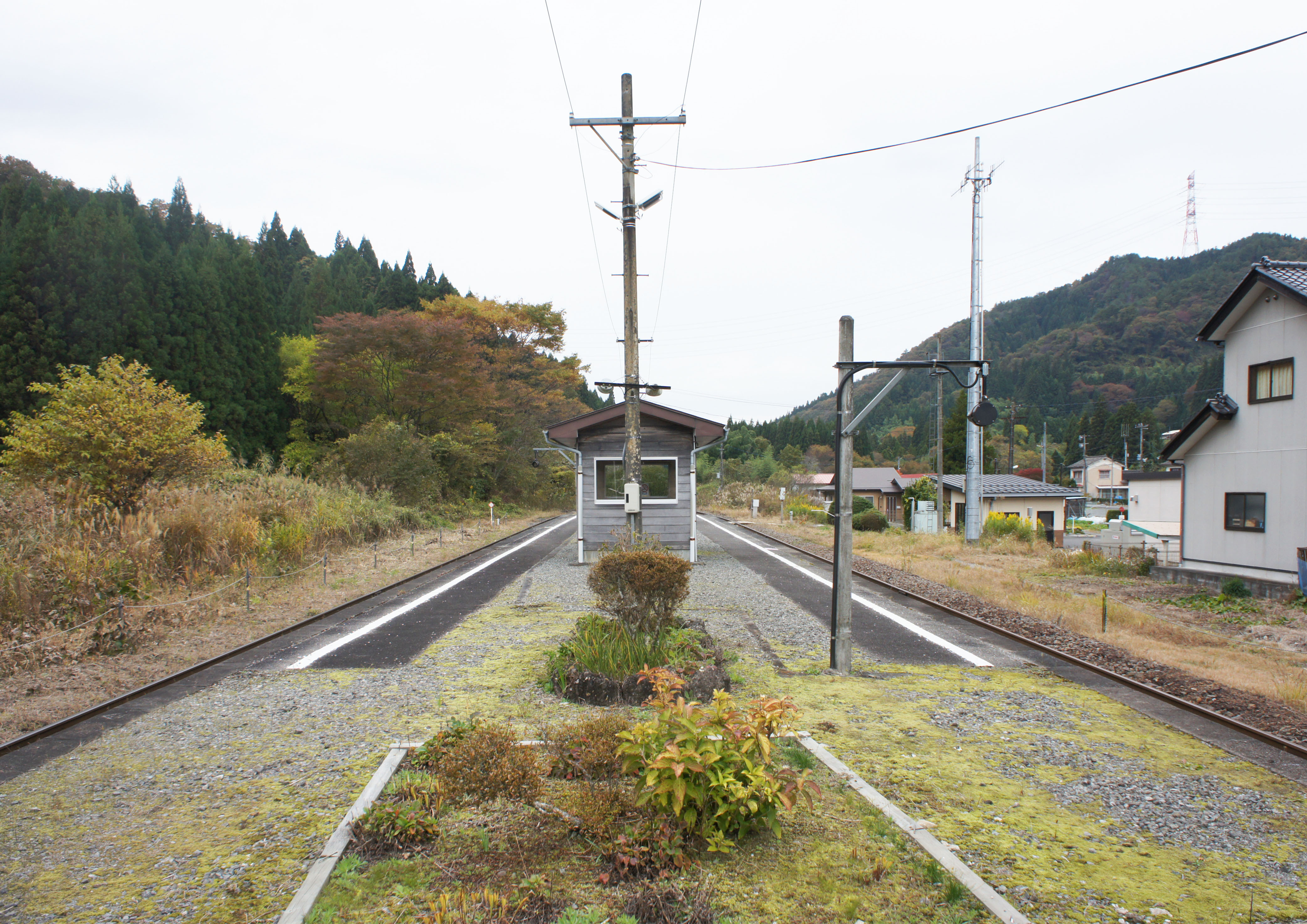
ホーム（2021年10月）
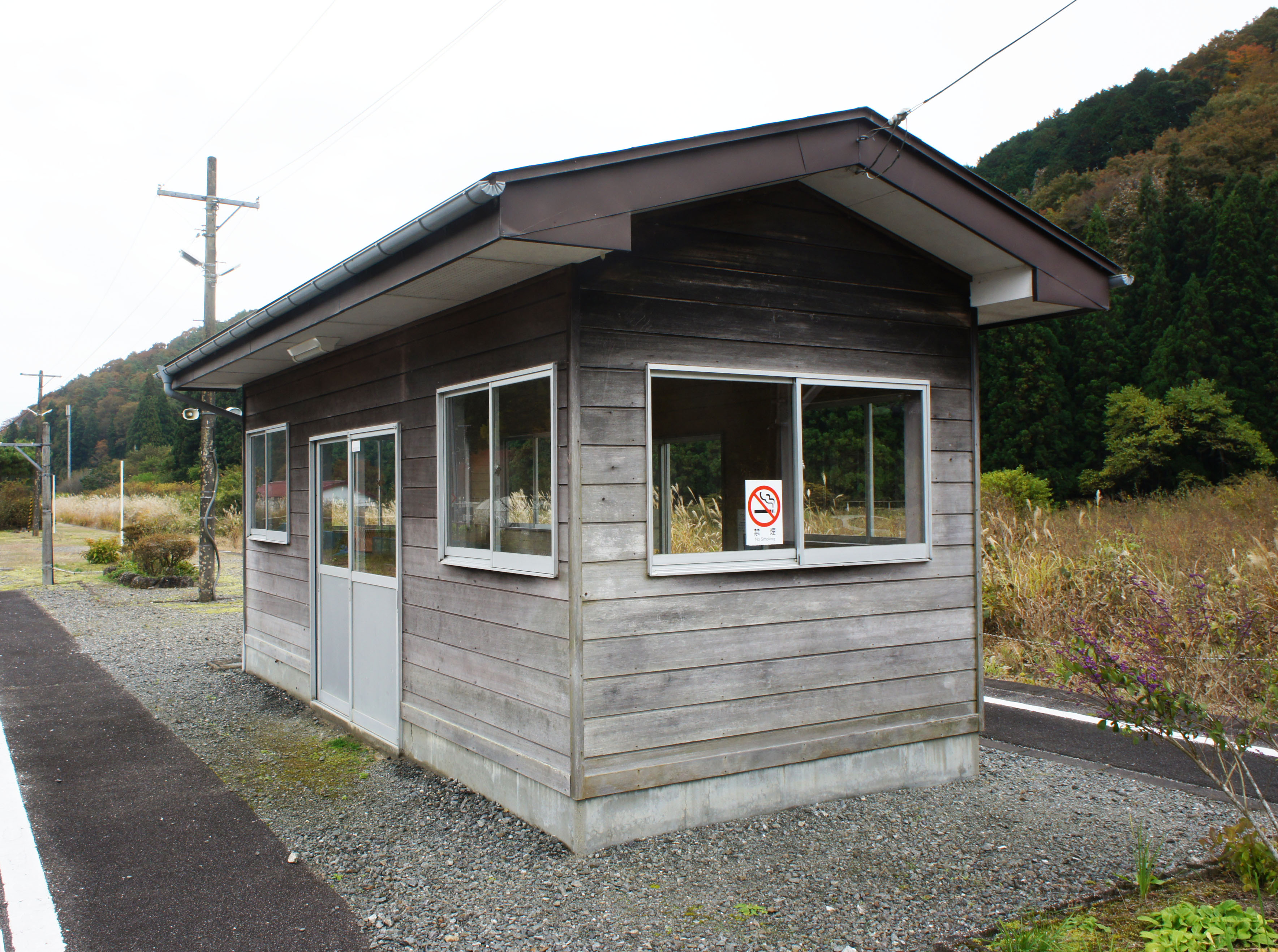
ホーム待合室外観（2021年10月）
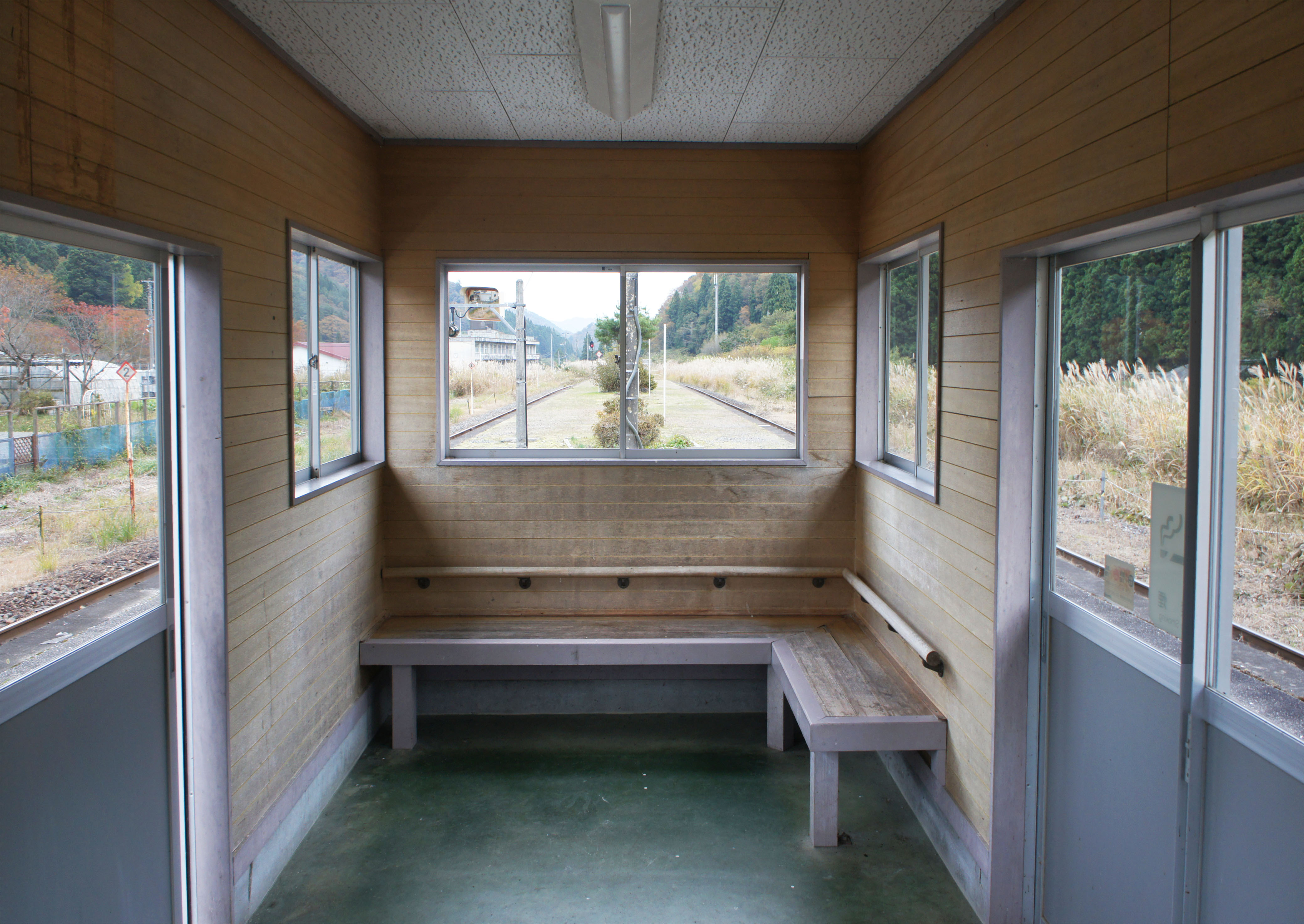
ホーム待合室（2021年10月）
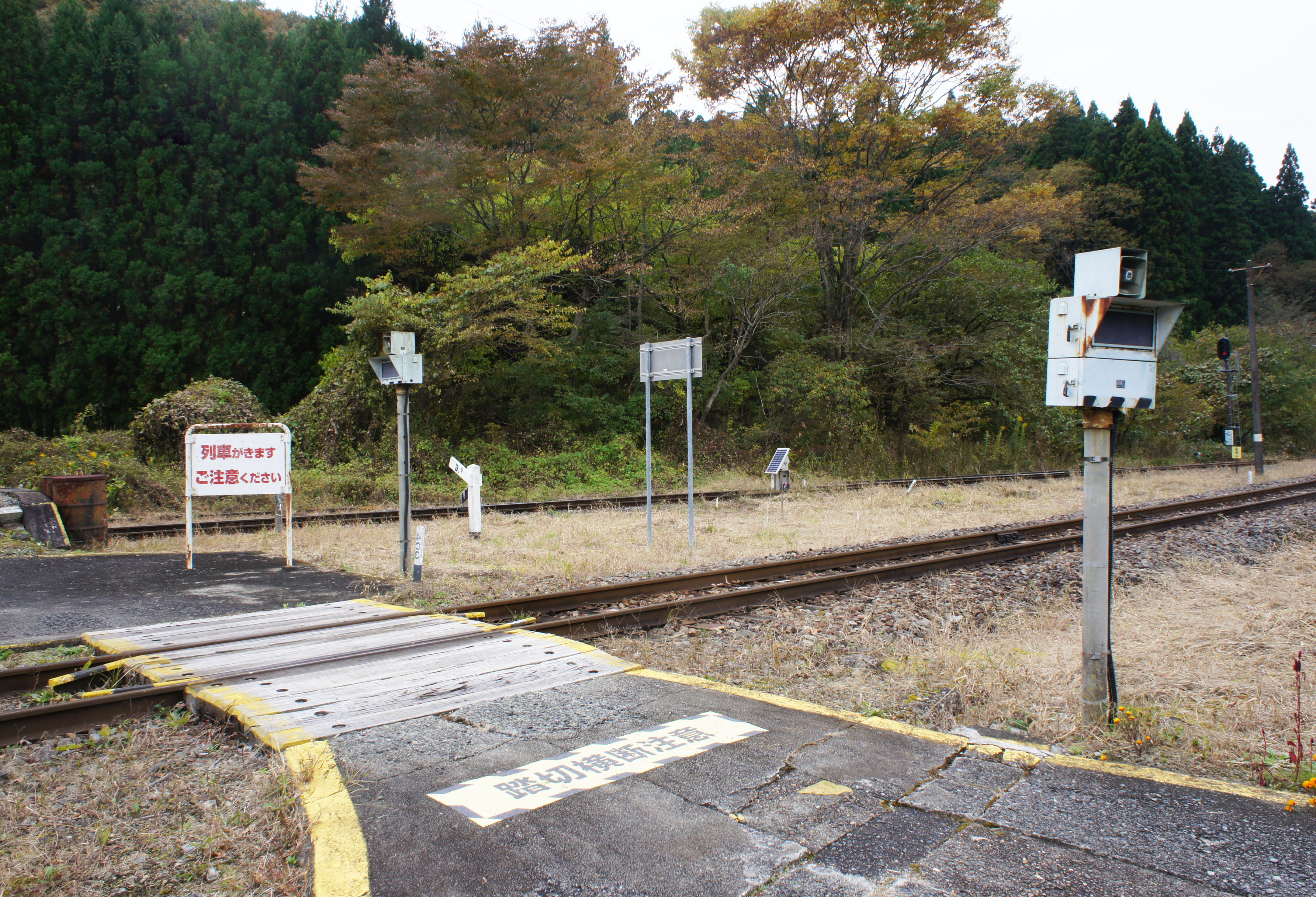
構内踏切（2021年10月）

## 利用状況
「福島県統計年鑑」によると、2000年度（平成12年度）- 2004年度（平成16年度）の1日平均乗車人員の推移は以下のとおりであった。
| 乗車人員推移       | 乗車人員推移     | 乗車人員推移 |
| 年度               | 1日平均 乗車人員 | 出典         |
| ------------------ | ---------------- | ------------ |
| 2000年（平成12年） | 41               | [ 7 ]        |
| 2001年（平成13年） | 36               | [ 8 ]        |
| 2002年（平成14年） | 41               | [ 9 ]        |
| 2003年（平成15年） | 36               | [ 10 ]       |
| 2004年（平成16年） | 38               | [ 11 ]       |

## 駅周辺
駅を中心に小さな集落が形成されている。駅前すぐのところを、夏井川が流れている。
- 夏井川
- 川前郵便局
- いわき市立川前中学校
- いわき市立川前小学校

かつて夏井川を挟んだ対岸にいわき市役所川前支所が設置されていた。

## 隣の駅
東日本旅客鉄道（JR東日本）
■磐越東線
江田駅 - 川前駅 - 夏井駅

### 報道発表資料
1. ↑  『Suicaエリア外もチケットレスで! 東北エリアから「えきねっとＱチケ」がはじまります』（PDF）（プレスリリース）東日本旅客鉄道、2024年7月11日。オリジナルの2024年7月11日時点におけるアーカイブ。2024年7月31日閲覧。

### 新聞記事
1. ↑  「磐越東線を近代化 JR東北地域本社 3・11ダイヤ改正から 平-郡山間全線にCTC」『交通新聞』交通新聞社、1989年1月10日、1面。